# Hontianske Trsťany
Hontianske Trsťany – wieś (obec) na Słowacji położona w kraju nitrzańskim, w powiecie Levice. Pierwsze wzmianki o miejscowości pochodzą z roku 1264. 
Według danych z dnia 31 grudnia 2012, wieś zamieszkiwały 324 osoby, w tym 170 kobiet i 154 mężczyzn.
W 2001 roku pod względem narodowości i przynależności etnicznej 96,57% mieszkańców stanowili Słowacy.
Ze względu na wyznawaną religię struktura mieszkańców kształtowała się w 2001 roku następująco:
- Katolicy rzymscy – 93,43%
- Ewangelicy – 1,71%
- Ateiści – 1,43%
- Nie podano – 3,43%